# Superliga Brasileira de Voleibol Masculino de 1994–95
A Superliga Brasileira de Voleibol Masculino de 1994-95 foi um torneio realizado entre 4 de dezembro de 1994 a 9 de abril de 1995 por doze equipes representando seis estados.Representou a primeira edição com esta nomenclatura equivalente ao Campeonato Brasileiro de Clubes e/ou Liga Nacional de Voleibol, torneios precursores.

## Participantes
Banespa, São Paulo/SP

 Chapecó, Chapecó/SC

 Cocamar, Maringá/PR

 Estrela do Oeste, Divinópolis/MG

 Flamengo, Rio de Janeiro/RJ

 Frangosul/Ginástica, Novo Hamburgo/RS

 Minas, Belo Horizonte/MG

 Náutico, Araraquara/SP

 Olympikus, São Paulo/SP

 Palmeiras, São Paulo/SP

 NossaCaixa/Suzano, Suzano/SP

 Valeriodoce/Bretãs/Teuto, Itabira/MG

## Regulamento
- Fase Classificatória:A primeira fase da Superliga foi realizada com a participação de doze equipes. A competição foi dividida em duas fases. Na primeira, as equipes jogaram entre si, em turno e returno, realizando 22 partidas cada uma. Foi concluída em 8 de março de 1995.

| Posição | Equipe              | Pontos |
| ------- | ------------------- | ------ |
| 1º      | NossaCaixa/Suzano   | 41     |
| 2º      | Frangosul/Ginástica | 41     |
| 3º      | Palmeiras/Parmalat  | 38     |
| 4º      | Olympikus/Telesp    | 37     |
| 5º      | Banespa             | 36     |
| 6º      | Fiat/Minas          | 36     |
| 7º      | Cocamar             | 34     |
| 8º      | Flamengo            | 30     |
| 9º      | Chapecó             | 28     |
| 10º     | Estrela do Oeste    | 26     |
| 11º     | Teuto               | 25     |
| 12º     | Náutico/Paraty      | 24     |

- Playoffs:As oito melhores colocadas avançaram às quartas-de-final (melhor de três jogos), obedecendo ao seguinte cruzamento: 1º x 8º, 2º x 7º, 3º x 6º e 4º x 5º, em playoffs melhor de três jogos.

As quatro equipes vencedoras avançaram às semifinais (melhor de cinco jogos), respeitando o seguinte critério: o vencedor do jogo entre o 1º e o 8º enfrentará o do jogo entre o 4º e o 5º, e o ganhador da partida entre o 2º e o 7º terá pela frente o do confronto entre o 3º e o 6º. Os dois times vencedores disputaram o título na final, também em uma série melhor de cinco jogos.